# پردایس پارک (کالیفرنیا)
پردایس پارک (به انگلیسی: Paradise Park) یک منطقهٔ مسکونی در ایالات متحده آمریکا است که در شهرستان سانتا کروز، کالیفرنیا واقع شده‌است. پردایس پارک ۰٫۷۲۲ کیلومتر مربع مساحت و ۳۸۹ نفر جمعیت دارد و ۲۸٫۰۴ متر بالاتر از سطح دریا واقع شده‌است.